# Lamine Koné
Lamine Koné (* 1. února 1989 Paříž) je profesionální fotbalista z Pobřeží slonoviny, který hraje na pozici středního obránce za francouzský klub Le Mans FC. Mezi lety 2014 a 2016 odehrál také 9 utkání v dresu reprezentace Pobřeží slonoviny.

## Klubová kariéra
V roce 2016 poprvé opustil rodnou Francii, když přestoupil za 6,5 milionu euro do Sunderlandu.

## Reprezentační kariéra

### Francie
Nastupoval za francouzskou mládežnickou reprezentaci do 20 let.

### Pobřeží slonoviny
V A-mužstvu Pobřeží slonoviny debutoval v roce 2014.